# Östkusthiphop
Östkusthiphop (engelska: East Coast hip hop) är en regional subgenre till hiphopmusik som växte fram i New York under 1970-talet.